# Acacia pseudofistula
Acacia pseudofistula är en ärtväxtart som beskrevs av Hermann August Theodor Harms. Acacia pseudofistula ingår i släktet akacior, och familjen ärtväxter. Inga underarter finns listade i Catalogue of Life.